# Acrocercops astiopa
Acrocercops astiopa là một loài bướm đêm thuộc họ Gracillariidae. Nó được tìm thấy ở Bihar, Ấn Độ. Ấu trùng ăn Polyalthia longifolia.